# Камерунский дрозд
Камерунский дрозд (лат. Geokichla camaronensis) — вид воробьиных птиц из семейства дроздовых (Turdidae). Выделяют 3 подвида.

## Распространение
Обитают в Камеруне, Демократической Республике Конго, Экваториальной Гвинее, Габоне и Уганде. Естественной средой обитания являются субтропические или тропические влажные равнинные и горные леса.
Подвид Geokichla camaronensis kibalensis, обитающий в Национальном парке Кибале в западной части Уганды, иногда считают отдельным видом. Существует и другой подвид — Geokichla camaronensis graueri.

## Описание
Длина тела 18 см. Оперение верхних частей тела серовато-коричневого цвета с тёмной короной, а нижних — рыжее с белым пятном на брюшке. Лицо светло-коричневое с вертикальной чёрной линией по диагонали над глазом и чёрной чертой или пятном над ухом. У птицы имеются чёрные и белые полоски на крыльях.

## Охранный статус
МСОП присвоил таксону охранный статус «Виды, вызывающие наименьшие опасения» (LC).